# Berliner Tor (metropolitana di Amburgo)
La stazione di Berliner Tor è una stazione della metropolitana di Amburgo, che si trova nel quartiere St. Georg, ad Hamburg-Mitte.

## Storia
Quale fermata della S-Bahn, Berliner Tor è stata inaugurata nel 1906.
L'originale fabbricato viaggiatori fu progettato dall'architetto Erich Elingius, e venne costruito tra il 1908 e il 1910; l'apertura al servizio avvenne il 1º marzo 1912. L'edificio era caratterizzato per un muro di mattoni sul lato nord e alcune pareti di vetro a sud.
Durante la battaglia di Amburgo nel 1943, in piena seconda guerra mondiale, i danni per la stazione erano talmente ingenti da impedire alla U-Bahn di funzionare. Iniziata la ricostruzione, 19 gennaio 1948 la stazione riaprì dapprima come capolinea provvisorio per i treni diretti a Barmbek via Schlump per poi, dal 1 ° luglio 1949, vedere di nuovo i convogli proseguire alla volta di Mundsburg.
Dal 1962 al 1964, un nuovo fabbricato fu eretto a nord del preesistente, ed aperto il 10 maggio 1964, dopo la demolizione del vecchio edificio. Tra il 1964 e il 1966, la stazione fu ulteriormente ampliata passando da due piattaforme a tre.
Dal 2 gennaio 1967, la stazione è servita dalla linea U3 della metropolitana; dal settembre 1968 al giugno 1973, tale tratta era definita U21.

## Servizi
Berliner Tor è una stazione di transito per i treni delle linee U2, U3 e U4.
Di fronte uscite della stazione ferroviaria, ci sono diverse fermate di autobus.